# 阿賀野市
阿賀野市（日语：／ Agano shi */?）是位于日本新潟縣東北部的城市。阿賀野市於2004年4月1日由新潟縣北蒲原郡安田町、水原町、京瀨村、笹神村4町村合併而成。

## 交通

### 道路

#### 高速道路
- 磐越自動車道
  - 安田IC

#### 一般國道
- 國道49號
- 國道290號
- 國道459號
- 國道460號

### 鐵道
- 羽越本線 :京瀨站 -  水原站 - 神山站

## 外部連結
- 阿賀野市 （页面存档备份，存于）